# マリン・ドルジッチ

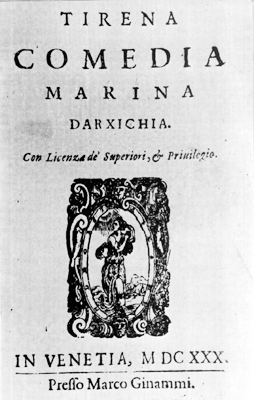
マリン・ドルジッチのTirena comedia Marina Darxichiaというタイトルの詩の第三版の表紙で、彼のペトラルカ風の詩や韻文に直された劇が含まれている。1630年、ヴェネツィア

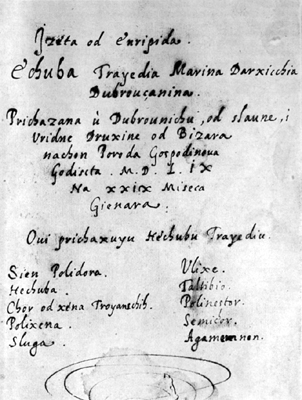
Od Bidzara劇団と上演の日(1559年1月29日)の情報が書かれたマリン・ドルジッチのHekubaのシベニク版コピーの表紙

マリン・ドルジッチ(Marin Držić、クロアチアの発音mâriːn dř̩ːʒitɕ; マリノ・ダルザもしくはマリノ・ダルサともいう; 1508年 –  1567年5月2日)はルネサンス期における最も優れたクロアチア人の劇作家、散文作家と見なされている。

## 生涯
ドルジッチは、ドゥブロヴニクの大きく裕福な家庭(5人の兄弟と6人の姉妹がいた)に生まれた。彼の反抗的な気質にはとても合わないといわれていたが、司祭になることを定められ、養育された。彼の叔父のDžore Držićも有名なクロアチアの作家であった。マリン・ドルジッチは1526年に司祭に任命され、1538年、教会法を学ぶためトスカーナ州のシエナに送り出された。そこでの彼の学業の成績は並であった。外向的で温厚な性格のおかげで、同級生や教授の心をつかんだと言われ、そして大学の学長に選ばれた。彼は勉強への興味を失い、1543年、ラグサ共和国に帰った。
マリン・ドルジッチはオーストリアの探検家のクリストフ・ローゲンドルフ(Christoph Rogendorf)と知り合いになり、さらにウィーンの法廷ともめごとを起こした。ウィーンに短期間滞在した後、ドルジッチは生まれた街に戻った。その後も放浪してはいろいろな事績を残し、ドゥブロヴニクの無法者のグループとかかわったり、コンスタンティノープルへの旅やヴェネツィアへの短い旅をした。翻訳家や代書人、教会の音楽家を職業とした後、陰謀をたくらむことさえした。彼は、ドゥブロヴニクが暴政によって歪められた一部のエリート主義の貴族政治で統治されていると確信して、フィレンツェにある力を持ったメディチ家に、ドゥブロニクの政府を打倒する助けをしてほしいと5通の手紙(4通は現存している)を送って説得しようとした。メディチ家はそれに対して応答しなかった。マリン・ドルジッチはヴェネツィアで突然、1567年5月2日に没した。彼は、聖パウロ・聖ヨハネ教会に埋葬された。

## 作品
ドルジッチの作品は多分野に渡っていて、叙情詩やパストラル、パンフレット、喜劇などである。彼のパストラル(TirenaやVenera i Adon、Plakir)はいまだにこの分野では非常に見事な模範と見なされている。しかしながらパストラルという芸術的な形式じたいはほとんどこの頃から消失している。
しかし、彼の喜劇はヨーロッパのルネサンス文学の中で最も優れた部類だ。ロペ・デ・ベガやベン・ジョンソン、モリエールといった他の優れた喜劇作家のように、ドルジッチの作品も家庭や国家の両方を対象にしており、活気あふれる生活と生命力に満ち、愛、自由、誠意を祝福する一方で強欲や利己主義、狭量な暴君を笑いのめす。彼の最も知られた喜劇には以下のものがある。
- Pomet(くずの意味)(1548年、もしくは1553年) - この作品は本当にマリン・ドルジッチの最も古い劇、つまりデビュー作であると主張するクロアチア人の史料編纂者もいれば、その意見の反対者もいる。その作品が失われてしまっているので、どちらが正しいか区別するのは困難である。
- Novela od Stanca (1550)
- "Dundo Maroje" (1551 or 1556) - 今日のクロアチアではおそらく間違いなくマリン・ドルジッチの最も有名な劇である。その劇はいくつかの国際的な劇場でも上演されている。
- Skup (1554) - プラウトゥスの『黄金の壺』やモリエールの『守銭奴』とテーマが似ている。

ドルジッチの戯曲では若い恋人たち、守銭奴、妻を寝取られた男達、冒険家、老いた暴君が勢揃いし、ルネサンス期におけるクロアチア語の豊かさのよい例となる軽快なイディオムで楽しく描かれており、ずっとクロアチア喜劇の中心として残っている。

## 遺産

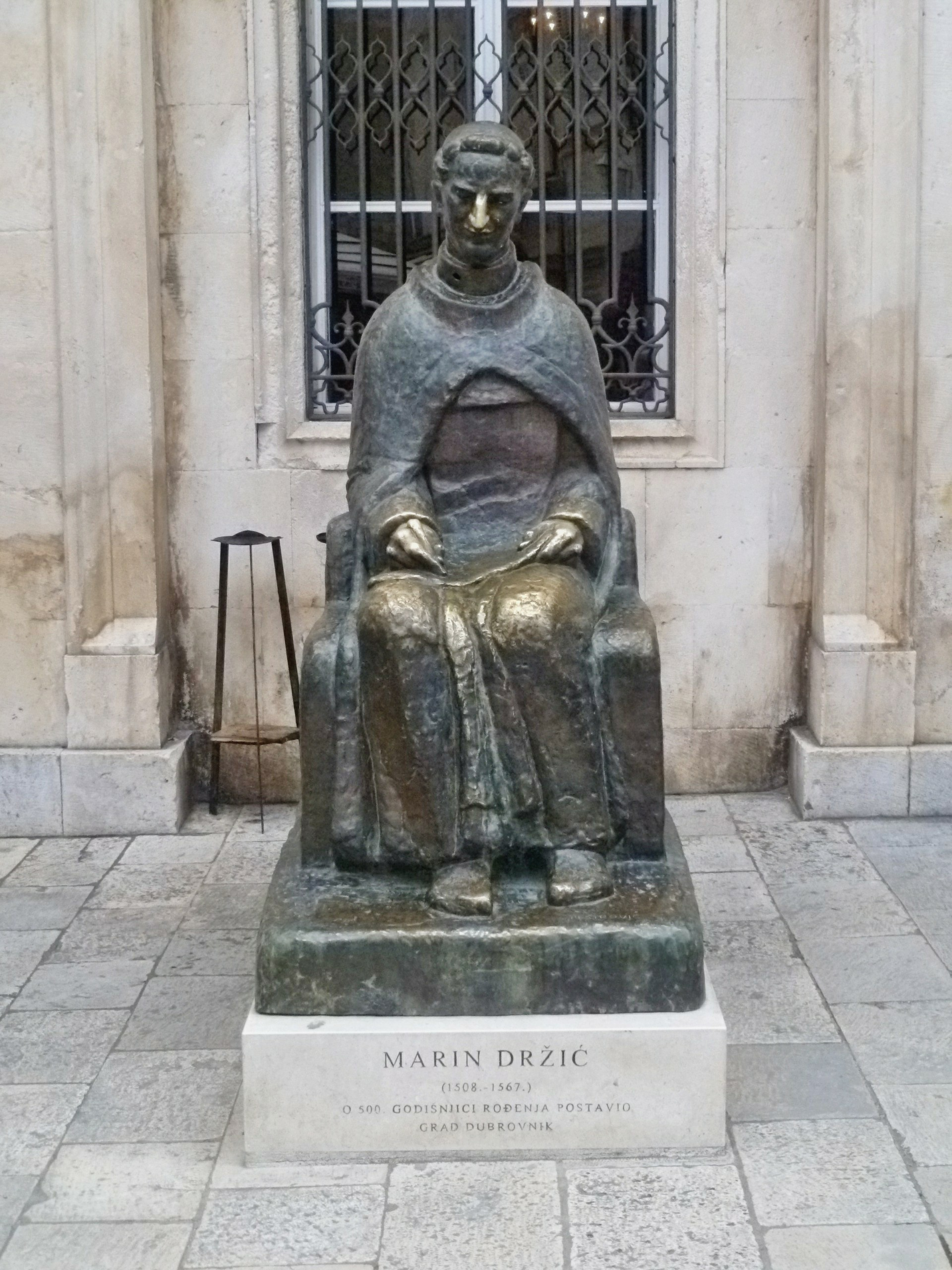
クロアチアのドゥブロヴニクにあるマリン・ドルジッチの像

独立した後、クロアチアは劇作品にマリン・ドルジッチ賞を授与している。クロアチア政府は2008年に、マリン・ドルジッチの500回目の誕生記念日として、「マリン・ドルジッチの年」なるものも宣言した。
ザグレブには彼にちなんだ名前のマリン・ドルジッチ通りがある。ザグレブの中心にあるDraškovićeva 通りには、彼のニックネームであるvidra(カワウソの意味)にちなんだ名前が付けられた演劇の舞台がある。彼のニックネームは様々な理由でつけられた。クロアチア語 でのvidraという単語は、不実で機知に富む人をさす。しかし、私たちが彼の性格についてそのような種類の決めつけをするとしたら、それは彼に対して先入観を持っているということであろう。

## 参照
1. ↑  Year of Marin Držić Archived 2008年1月10日, at the Wayback Machine.
2. ↑  Držić's Year Archived 2008年5月20日, at the Wayback Machine.
3. ↑  http://teatar.hr/1646/scena-vidra/
4. ↑  http://hjp.srce.hr/index.php?show=search_by_id&id=f19uXxN1&keyword=vidra